# Calau d'Austen
El calau d'Austen (Anorrhinus austeni) és una espècie d'ocell de la família dels buceròtids (Bucerotidae). Habita boscos del nord-est de l'Índia.
El seu nom específic, austeni, fou elegit en honor del topògraf militar britànic Henry Haversham Godwin-Austen.